# Jelena Winogradowa
Jelena Winogradowa (ur. 28 marca 1964) – radziecka sprinterka. 
W biegu sztafetowym 4 x 400 metrów zdobyła w 1990 tytuł wicemistrzyni Europy, a w kolejnym sezonie została srebrną medalistką mistrzostw świata w sztafecie 4 x 100 metrów. Jej jedynym indywidualnym sukcesem na stadionie było ostatnie miejsce w finale biegu na 200 metrów podczas mistrzostw świata w 1991 roku.
Rekordy życiowe: bieg na 100 metrów – 11,28 (29 maja 1992, Soczi); bieg na 200 metrów – 22,80 (23 maja 1987, Cachkadzor).